# تیفانی پولارد
تیفانی پولارد (انگلیسی: Tiffany Pollard؛ زادهٔ ۶ ژانویهٔ ۱۹۸۲) یک هنرپیشه اهل ایالات متحده آمریکا است.